# Szászfalva község
Szászfalva község (románul: Comuna Măgești) község Bihar megyében, Romániában. Központja Szászfalva, beosztott falvai Doborcsány, Gálosháza, Krajnikfalva, Nagykakucs, Rikosd, Ürgeteg.

## Népessége
A 2011-es népszámlálás adatai alapján a község népessége 2717 fő volt.